# Рюзгярлъбахче
„Рюзгярлъбахче“ (на турски: Rüzgârlıbahçe) е квартал в район „Бейкоз“ в Истанбул, Турция. Намира се в анадолската част на града и граничи с кварталите „Аджарлар“ на север, „Чубуклу“ на северозапад, „Гьозтепе“ на юг и „Каваджък“ на запад. Кварталът също така граничи с язовир „Елмалъ“ в тесен район на югоизток.